# Christos Melissis
Christos Melissis (griechisch Χρήστος Μελίσσης, * 1. Dezember 1982 in Edessa, Griechenland) ist ein griechischer Fußballspieler.
Christos Melissis begann seine Profikarriere im Sommer 2000 beim damaligen Drittligisten Naousa in Nordgriechenland. 2001 wechselte Melissis zum Traditionsverein Panserraikos in die zweite Liga, wo er für die nächsten viereinhalb Jahre unter Vertrag stand. Bei Panserraikos etablierte sich der Defensivallrounder in der Stammformation und kam auf insgesamt 101 Ligaspiele. Im Januar 2006 wechselte Melissis zum Erstligisten PAOK Thessaloniki, wo er zu Beginn der Saison 2006/2007 erstmals in der höchsten griechischen Spielklasse zum Einsatz kam. Bei PAOK spielte Melissis bis zum Sommer 2008, ehe er zusammen mit seinem Teamkollegen Lazaros Christodoulopoulos zu Panathinaikos Athen wechselte.
Sein Debüt in der griechischen Fußballnationalmannschaft gab Melissis am 5. Februar 2008 bei einem Freundschaftsspiel gegen die Tschechische Republik.

## Karriere
| Zeitraum  | Verein              |
| --------- | ------------------- |
| 2000–2001 | Naousa              |
| 2001–2005 | Panserraikos        |
| 2006–2008 | PAOK Thessaloniki   |
| 2008–2009 | Panathinaikos Athen |
| 2009–2010 | AE Larisa           |
| 2010      | Marítimo Funchal    |
| 2011–2012 | Panathinaikos Athen |
| seit 2012 | Panthrakikos        |

| Personendaten    | Personendaten                  |
| ---------------- | ------------------------------ |
| NAME             | Melissis, Christos             |
| ALTERNATIVNAMEN  | Μελίσσης, Χρήστος (griechisch) |
| KURZBESCHREIBUNG | griechischer Fußballspieler    |
| GEBURTSDATUM     | 1. Dezember 1982               |
| GEBURTSORT       | Edessa, Griechenland           |